# Дурасно
Дурасно (исп. Durazno) — город в центральной части Уругвая, административный центр одноимённого департамента.

## География
Расположен в южной части департамента, вблизи границы с департаментами Флорес и Флорида, в 40 км к северу от города Тринидад и в 183 км от Монтевидео, на южном берегу реки Йи (приток Рио-Негро). В 3 км от центра города находится аэропорт Санта-Бернардина. Абсолютная высота — 95 метров над уровнем моря.

## История
Основан португальцами в 1821 году под названием Сан-Педро-дель-Дурасно. Получил статус малого города (Villa) ещё до получения Уругваем независимости; 13 июля 1906 года согласно постановлению № 3.041 получил статус города (Ciudad).

## Население
По данным переписи 2011 года население города составляет 34 368 человек.
| Год  | Население |
| ---- | --------- |
| 1908 | 10 507    |
| 1963 | 22 203    |
| 1975 | 25 981    |
| 1985 | 27 834    |
| 1996 | 30 607    |
| 2004 | 30 529    |
| 2011 | 34 368    |

Источник: Instituto Nacional de Estadística de Uruguay